# 7660 Alexanderwilson
7660 Alexanderwilson è un asteroide della fascia principale. Scoperto nel 1993, presenta un'orbita caratterizzata da un semiasse maggiore pari a 1,9098478 UA e da un'eccentricità di 0,1400203, inclinata di 23,15196° rispetto all'eclittica.